# Darlington (contea di Beaver, Pennsylvania)
Darlington  è una township degli Stati Uniti d'America, nella contea di Beaver nello Stato della Pennsylvania. Secondo il censimento del 2000 la popolazione è di 1.974 abitanti.

## Società

### Evoluzione demografica
La composizione etnica vede una prevalenza della razza bianca (99,44%) seguita da quella dei nativi americani (0,20%), dati del 2000.
| township di Darlington Popolazione |       |
| 2000                               | 1.974 |
| Stima al 2009                      | 2.012 |